# Мгновенный центр скоростей
Мгнове́нный центр скоросте́й — при плоскопараллельном движении абсолютно твёрдого тела, точка, связанная с этим телом, которая имеет следующие свойства: а) её скорость в данный момент времени равна нулю; б) относительно неё в данный момент времени вращается тело. Она существует в любой момент времени, но её положение меняется со временем за исключением одного случая — вращательного движения.

## Положение мгновенного центра скоростей

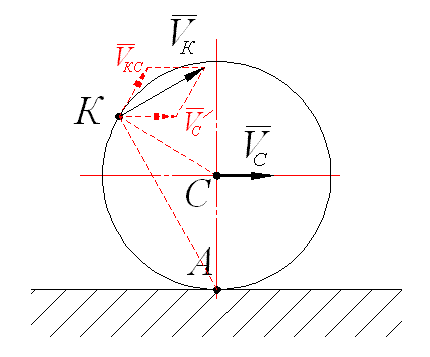
Рис. 1. При качении колеса по горизонтальной дороге мгновенный центр скоростей находится в точке касания колеса и дороги — в точке А. — полная скорость точки К; — скорость точки К относительно точки С, перпендикулярная прямой СК; — параллельный перенос скорости точки С

Для того, чтобы определить положение мгновенного центра скоростей, необходимо знать направления скоростей любых двух различных точек тела, скорости которых не параллельны. Тогда для определения положения мгновенного центра скоростей необходимо провести перпендикуляры к прямым, параллельным линейным скоростям выбранных точек тела. В точке пересечения этих перпендикуляров и будет находиться мгновенный центр скоростей.
В том случае, если векторы линейных скоростей двух различных точек тела параллельны друг другу, и отрезок, соединяющий эти точки, не перпендикулярен векторам этих скоростей, то перпендикуляры к этим векторам также параллельны. В этом случае говорят, что мгновенный центр скоростей находится в бесконечности, и тело движется мгновенно поступательно.
Если известны скорости двух точек, и эти скорости параллельны друг другу, и кроме того, указанные точки лежат на прямой, перпендикулярной скоростям, то положение мгновенного центра скоростей определяется так, как показано на рис. 2.
Положение мгновенного центра скоростей в общем случае не совпадает с положением мгновенного центра ускорений. Однако в некоторых случаях, например, при чисто вращательном движении, положения этих двух точек могут совпадать.

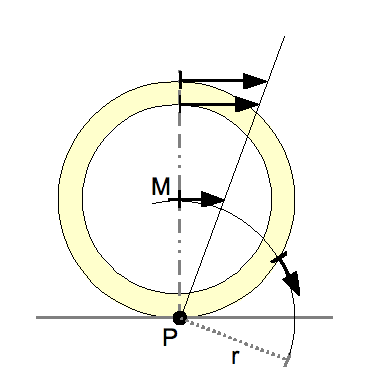
Рис. 2. Векторы скоростей точек колеса, лежащих на прямой РМ, образуют подобные треугольники; мгновенный центр скоростей находится в точке Р

## Более общий случайсферического движения
Согласно теореме вращения Эйлера, любое вращающееся трёхмерное тело, имеющее неподвижную точку, также имеет и ось вращения. Таким образом, в более общем случае вращения трёхмерного тела говорят о мгновенной оси вращения.

Рис. 3. Чтобы определить положение мгновенного центра скоростей для шатуна в кривошипно-шатунном механизме, обычно необходимо провести перпендикуляры к векторам скоростей концов шатуна; мгновенный центр скоростей обозначен как CIR

## Пример решения задачи
Найдём скорость точки K для колеса, показанного на рисунке 1, если задана скорость центра колеса (точки С), его радиус и угол АСК:
{\displaystyle V_{C}=5{\text{ м /c}}}
{\displaystyle R=0{,}4{\text{ м }}}
{\displaystyle \angle (ACK)=120^{o}}
Решение
Найдём сначала угловую скорость колеса в данный момент времени при его вращении вокруг мгновенного центра скоростей (вокруг точки А):
{\displaystyle \omega ={\frac {V_{C}}{CA}}={\frac {V_{C}}{R}}={\frac {5}{0,4}}=12,5{\text{ }}{\frac {1}{\text{c}}}}
Теперь, зная угловую скорость, найдём скорость точки К:
{\displaystyle V_{K}=\omega \cdot {\text{KA }}{\text{ (*)}}}
Чтобы найти численное значение {\displaystyle V_{K}}, надо знать расстояние КА. Найдём его с помощью теоремы косинусов:
{\displaystyle {\text{KA}}={\sqrt {CA^{2}+CK^{2}-2\cdot CA\cdot CK\cdot cos(\angle (ACK))}}}
или, учтя, что {\displaystyle {\text{CA}}={\text{CK}}={\text{R}}}, получим
{\displaystyle {\text{KA}}={\sqrt {R^{2}+R^{2}-2\cdot R\cdot R\cdot cos(\angle (ACK))}}}
Вынесем R за знак корня:
{\displaystyle {\text{KA}}=R\cdot {\sqrt {1+1-2\cdot cos(\angle (ACK))}}=R\cdot {\sqrt {2-2\cdot cos(\angle (ACK))}}}
Подставив заданые в условии численные значения, найдём:
{\displaystyle {\text{KA}}=0,4\cdot {\sqrt {2-2\cdot cos(120^{o})}}=0,4\cdot {\sqrt {3}}\approx 0,69{\text{ M}}}
Тогда, зная расстояние КА, можем найти численное значение скорости {\displaystyle V_{K}} по формуле (*):
{\displaystyle V_{K}=12,5\cdot 0,69=8,625{\text{ M/c}}}
Ответ: {\displaystyle V_{K}=8,625{\text{ M/c}}}
Заметим, что для решения задачи знать численное значение R не обязательно.
Действительно, подставляя в формулу (*) выражения для {\displaystyle \omega } и для КА, получим
{\displaystyle V_{K}={\frac {V_{C}}{R}}\cdot {\text{KA}}={\frac {V_{C}}{R}}\cdot R\cdot {\sqrt {2-2\cdot cos(\angle (ACK))}}=V_{C}\cdot {\sqrt {2-2\cdot cos(\angle (ACK))}}}

## Применение понятия мгновенного центра скоростей
Данное понятие используется при анализе движения звеньев кривошипно-шатунного механизма (рис. 3). Например, если известна постоянная угловая скорость вращающегося кривошипа (на рисунке 3 показан красным цветом), то скорость поршня не будет постоянной по модулю. Чтобы вычислить скорость поршня в разных положениях и построить соответствующий график, можно воспользоваться понятием мгновенного центра скоростей. В свою очередь кривошипно-шатунные механизмы применяются в двигателях внутреннего сгорания, поршневых насосах, поворотных гидродвигателях и многих других устройствах. Таким образом, использование понятия мгновенного центра скоростей позволяет производить расчёты, необходимые для выбора оптимальной конструкции указанных механизмов.
Движения коленного, локтевого, плечевого и др. суставов биофизики также исследуют с помощью мгновенного центра скоростей.
Улучшения тормозных характеристик автомобилей можно добиться путём выбора оптимальной конструкции педалей тормоза и соответствующих кинематических расчётов, проведённых с помощью мгновенного центра скоростей.